# Société Générale
Société Générale (SocGen) este o bancă franceză cu sediul la Paris, înființată în anul 1864, și este una dintre cele mai vechi și prestigioase instituții financiare din Europa. În anul 1946 banca a fost naționalizată împreună cu alte câteva mari bănci franceze. La începutul anului 2008, banca avea 122.000 de angajați și era prezentă în 77 de țări.
Pe 24 ianuarie 2008, Société Générale a afișat o pierdere de 4,9 miliarde Euro (7,72 miliarde USD), despre care a anunțat că a fost cauzată de tranzacțiile ilegale efectuate de traderul Jérôme Kerviel. Acesta a reușit să deschidă poziții de 49 miliarde euro, peste valoarea de piață a acțiunilor Société Générale.

## Divizii ale Société Générale
Printre diviziile Société Générale se numără compania de administrare a investițiilor Société Générale Assset Management (SGAM).
SGAM are sub administrare active de peste 273 de miliarde de euro.

## Société Générale în România și Republica Moldova
În România, Société Générale deține Banca Română de Dezvoltare (BRD) plus alte 6 entități financiare.
Achiziția BRD a fost realizată în anul 1999, contra sumei de 150 milioane dolari.
În noiembrie 2009, Société Générale Assset Management (SGAM) a achiziționat 30% din acțiunile operatorului de servicii medicale private MedLife pentru suma de 20 de milioane de euro.
La începutul anului 2009, grupul SG a cumpărat 70,57% din acțiunile băncii comerciale Mobiasbancă (18,4 milioane euro), a cincea bancă ca mărime din Republica Moldova, făcând-o astfel parte a Groupe Société Générale. În iulie 2008, Banca Română de Dezvoltare a achiziționat 20% din acțiunile băncii moldovenești.